# Camí de Blancafort
El Camí de Blancafort és un camí del terme de Reus situat a la Partida de Blancafort, que parteix de la carretera de Cambrils, per davant del mas dels Trossos i de la Urbanització de Blancafort, i s'interna per aquesta partida comunicant diversos masos, en alguns punts convertit en camí fondo. Aviat entra al terme de Riudoms, i enllaça masos importants a la partida riudomenca de Blancafort en una direcció sud-est. Procedent del nord se l'hi ajunta el també camí de Blancafort que procedeix de Riudoms. Davalla cap al sud i passa prop del Mas del Regiment i de les Colònies dels Gitanos, i fa cap, vora el Mas del Màxim Borràs, al camí de Riudoms a Vilaseca, gairebé quan aquest camí entra, per Aigüesverds, al terme de Reus. Els documents ja parlen del camí de Blancafort l'any 1559.
En la classificació de camins feta per l'Ajuntament de Reus se'l considera un camí de segon ordre, camí que té un paper estructurador de les principals partides del territori municipal i ajuda a enllaçar carreteres.